# 고아유촌
고아유촌(일본어: 小鮎村)은 일본 가나가와현의 중앙부 아이코군에 있던 촌이다.
1955년 2월 1일에 아쓰기정, 다마가와촌, 난모리촌, 무쓰아이촌과 합병해 아쓰기시가 되었다.

## 역사
- 1889년 4월 1일 - 정촌제 시행에 의해 아쓰기촌 단독으로 정으로 승격해, 아이코군 고아유촌이 성립하였다.
- 1955년 2월 1일 - 아쓰기정, 다마가와촌, 난모리촌, 무쓰아이촌과 합병해 아쓰기시가 성립하여, 동일 고아유촌은 폐지되었다.

## 지리
현재 아쓰기시 이이야마 3546에 1889년에 정촌제 시행 당시부터 다이쇼 14년까지 있었다. 현재 이 땅에는 촌사무소 터를 알리는 표지석이 세워져 있으며, 사무소 터는 주차장과 선술집으로 바뀌었다(2006년 이 주차장이 정비되면서 표지석은 100m 정도 동쪽으로 옮겨졌다).

## 참고 문헌
- 角川日本地名大辞典編纂委員会,『角川日本地名大辞典 神奈川県』1984, 角川書店
- 小幡宗海編『神奈川文庫 第五集 百家明鑑』神奈川文庫事務所、1900年。
- 大日本篤農家名鑑編纂所編『大日本篤農家名鑑』大日本篤農家名鑑編纂所、1910年。
- 『翼賛議員銘鑑』議会新聞社、1943年。